# Porte d’Auteuil
Porte d'Auteuil – stacja linii nr 10 metra w Paryżu. Stacja znajduje się w 16. dzielnicy Paryża. Została otwarta 27 lipca 1937 roku.